# Xeramoeba semirufa
Xeramoeba semirufa är en tvåvingeart som först beskrevs av Sack 1903.  Xeramoeba semirufa ingår i släktet Xeramoeba och familjen svävflugor. Inga underarter finns listade i Catalogue of Life.